# 三部会

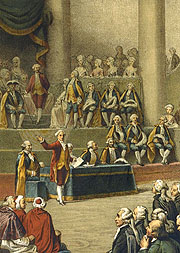
1789年に開かれた三部会

三部会（さんぶかい）は、通常は全国三部会（フランス語: États généraux、エタ・ジェネロ）を指し、これはフランス国内の三つの身分の代表者が重要議題を議論する場として、中世から近世にかけて存在した身分制議会のことである。他にも地方三部会（州三部会：États provinciaux、エタ・プロヴァンショ）もあった。全国三部会は全三身分会議とも日本語訳される。以下、単に「三部会」という。

## 概要
三部会はオランダのスターテン・ヘネラール、イングランド議会、スコットランド議会、スペインのコルテス、神聖ローマ帝国の帝国議会そしてドイツ領邦の議会などヨーロッパ諸国の機関と同質のものである。
1302年、フランス王フィリップ4世が、ローマ教皇ボニファティウス8世と争った際に（アナーニ事件参照）、王側が国民の支持を得るために、パリのノートルダム大聖堂に各身分の代表を招集したのが最初とされる。三つの身分はそれぞれ、第一身分である聖職者、第二身分である貴族、そして第三身分である平民で構成される。身分毎に各1票の議決権を有していた。王国のさまざまな問題について議論が行われたが、主たる議題は課税に関するものであった。
15世紀以降、絶対王政が確立され始めると三部会の意義が薄れ、1615年以降は召集されなかった。ルイ16世の時代になるとフランスは財政破綻に瀕し、特権階級への課税を図るがパリ高等法院の抵抗に遭い、彼らの要求する三部会の招集を認めた。1789年5月5日、約170年ぶりに全国三部会が開催された。だが、議決形式を巡って三部会はすぐに行き詰まり、事態が紛糾する中で第三身分が中心となった国民議会に変革し、遂にフランス革命を誘引した。このため、1789年が最後の三部会となった。

## 全国三部会の歴史

### 中世の三部会
1302年、フランス王権の拡大は聖俗封建領主と特権諸都市の代表（事実上の封建領主）からなる大会議の開催につながった。この機関には先例があり、特権都市の代表はしばしば会議を持っており、そしてフィリップ3世の時代に貴族と聖職者の会議があり、二つの身分は別個に審議を行っていた。
フィリップ4世は教皇ボニファティウス8世との紛争（アナーニ事件参照）に際し、国内の支持を取り付けるべく1302年4月10日にパリのノートルダム大聖堂で三身分合同会議を開催した。これが三部会の始まりとされている。国王に加えて最高国務会議もこの会議を望み、彼は三身分（聖職者、貴族、平民）からこの重大な危機に関する助言を受けた。1302年三部会の公開状（招集状）はM・ジョルジュ・ピコのコレクション"Documents inédits pour servir à l'histoire de France"に収録されている。同じ治世期にその後も幾度かテンプル騎士団廃止問題の審議や特別補助金（subside）を承認して国王に援助を与える三部会が開催されている。特別補助金は三部会開催の最も頻繁な動機となった。
1337年に百年戦争が勃発するとフィリップ6世とジャン2世がたびたび三部会を招集して戦費のための特別補助金を受けている。1356年のポワティエの戦いでジャン2世がイングランドの捕虜になると王太子シャルルは対応策として三部会を招集した。この三部会でパリ商人頭（パリ市長）エティエンヌ・マルセルが議会制政治の雛型的な顧問会議による統治を要求して紛糾し、パリで反乱が発生した。王太子はパリを脱出し、マルセルに対抗する別の三部会を招集して支持を取り付け反乱を鎮圧している。
百年戦争の危機は三部会を利し、三部会は投票だけでなく代表を通じて税の管轄権と管理運営を支配した。シャルル7世の治世前半には三部会はほぼ毎年招集され、特別補助金の投票を忠実に行った。だが、戦争が終わると三部会は疲弊と平和への渇望のために最も重要な権利である財政に関する権限を放棄してしまった。
ルイ11世の死後に開催された1484年三部会では三身分の代表たちは課税を定期的に認可する権利を取り戻すことを望み一致して努力した。彼らはタイユ税の総額を減らすとともに2年だけの採決した。彼らは2年間の期限が切れる前に再び三部会を開催することを国王に要求し、確約を得ることさえした。だが、約束は守られず、1560年まで三部会が開催された記録はない。そのため、以後76年間の空白期ができることになり、この間、歴代国王はあらゆる手段を使って王権の拡大を行っている。
この空白期間には名望家たちを専門家として招集した名士会が三部会に代わる諸身分の代表としての役割を果たしている。

### 近世の三部会

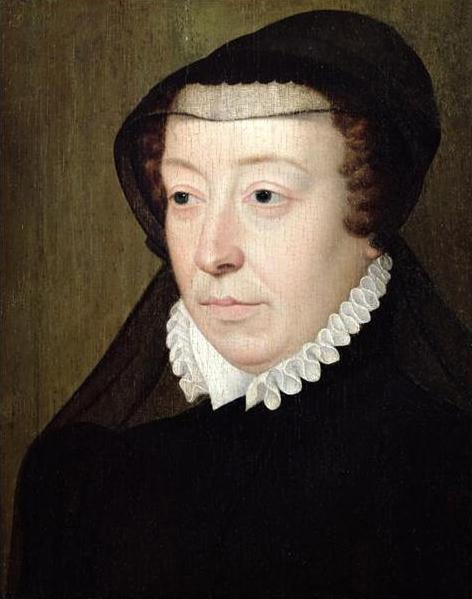
カトリーヌ・ド・メディシス

三部会は王家の資金の欠乏とカトリックとプロテスタント（ユグノー）との対立により16世紀後半に復活した。アンリ2世の崩御後に実権を握った母后カトリーヌ・ド・メディシスは1560年にオルレアン三部会を招集して摂政指名を受けるとともに、宗教融和策を図った。翌1561年にはポワシーとポントワーズでの三部会が招集され、聖職者層に圧力をかけて財政負担を了承させることに成功したが（ポワシー協定）、カトリックのプロテスタントとの会談は失敗に終わった（ポワシー会談）。
ユグノー戦争中にアンリ3世によって招集された1576年のブロワ三部会では国王はカトリック同盟の要求を受け入れユグノーとの和平協定を破棄している。カトリック同盟の圧力が増す中で開催された1588年のブロワ三部会はアンリ3世による同盟首領ギーズ公アンリの暗殺というクーデターに終わった。アンリ3世が暗殺され、プロテスタントのアンリ4世が即位すると、彼に敵対するカトリック同盟が1593年にパリで三部会が招集し、カトリック教徒の国王の選出を試みたが成功しなかった（同盟の三部会：États de la Ligue）。
1614年、アンリ4世の死に続いて政治的な混乱が起き、コンデ公の要求により摂政マリー・ド・メディシスはパリで再び三部会を招集した。議事録では高貴な愛国心が記録者から賞賛されていたものの、三身分の意見の衝突が彼らを弱め、結局、三部会は仕事を終えることなく閉会している。以後1789年まで再び招集されることはなかった。
この後、ブルジョワ出身の法服貴族から成る高等法院が、王権への諮問機関そして（もっぱら貴族特権の擁護のためだが）進展する絶対王権に対する抵抗勢力としての役割を果たしている。
ルイ14世の成人の際に新たな三部会の招集が発表され、公開状が各選挙区へ配布されたが、結局、三部会が開かれることはなかった。絶対王政が明確に確立するとともに三部会の機能とは両立しえないことが明白になった。ブルゴーニュ公ルイ（ルイ14世の孫で王太子）の側近だった自由主義者たちは将来のブルゴーニュ公の即位に際して三部会の再開を準備していた。サン＝シモン公とフランソワ・フェヌロンがこの計画を立てていたが、フェヌロンは選挙によらない貴族による会議を優先していた。ブルゴーニュ公は早世し、ルイ14世の崩御後に幼いルイ15世が即位し、サン＝シモン公は摂政のオルレアン公フィリップ2世に重用されたものの、三部会が招集されることはなかった。

### 1789年三部会

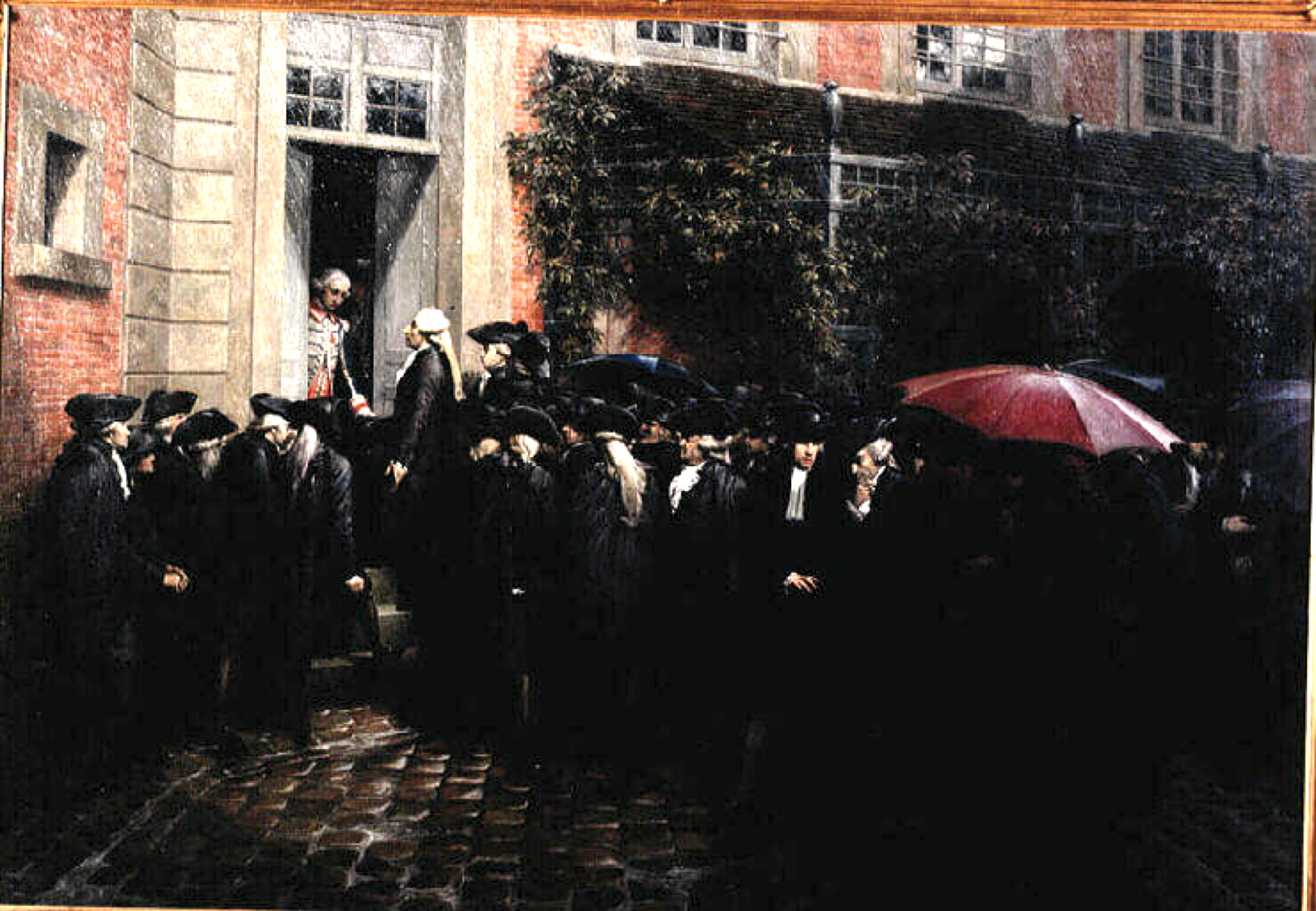
国王により議場を閉鎖された第三身分の議員

球戯場の誓い

フランス革命の時、第一身分は10万人のカトリック聖職者で、彼らはフランス全土の5-10%の土地を所有しており、一人当たり所有率としては全身分の中で最も高かった。さらに第一身分の財産は免税されていた。第二身分は貴族で、子供や婦人を含んだ人口は40万人だった。1715年のルイ14世の崩御後、貴族は権力の回復を享有していた。彼らは高位官職や高位聖職、軍会議そしてその他の公共および半官半民の特権を独占していた。封建的慣習により彼らも第一身分と同じく免税されていた。第三身分は2500万人でブルジョワ、農民その他のフランス国民からなっていた。第一、第二身分と異なり、第三身分は納税を強いられていたが、ブルジョワは何らかの手段でこれを逃れていた。フランス政府財政の重荷は農民や都市労働者といった貧しい人々に課せられていた。第三身分からは上位身分に対する敵意が向けられていた。
ルイ16世の時代になるとフランスは深刻な財政危機に陥り、政府はこの打開策として免税特権を有する身分からの課税を図った。だが、貴族特権を擁護するパリ高等法院はこれに抵抗し、1787年、パリ高等法院は土地税、印紙税といった新たな課税の登記を拒否し、納税者の代表の同意が必要であると宣言して三部会を要求した。1787年にフェヌロンが望んでいた名士会が開かれたが、名士会もまた新税を拒否した。
1789年に三部会の招集が行われた。1614年の形式に従い、三部会の各身分の定員は同数とされていた。第三身分は定員の倍増を要求し、最終的に受け入れられた。5月5日にヴェルサイユで三部会が開催されると、定員の倍増は誤魔化しに過ぎないことが明らかになった。投票は各身分ごとに行われ、第三身分の578人の代表は他の身分と同じ重みしかないことを意味していた。
課税問題のみに集中させようとする国王の努力は完敗した。三部会はすぐに行き詰まり、財政問題よりも三部会自体の議決形式を巡って紛糾した。会議は膠着状態に陥り、6月12日、第三身分代表として三部会に出席した聖職者のアベ・シエイエスは、別個に審議を行っていた他の二身分にも第三身分への参加を呼び掛けた。第三身分は6月17日にプロセスを完了して、より過激な施策を採決し、自ら第三身分ではなく「人民」のための国民議会を宣言した。国民議会は他の身分にも参加を呼び掛けたが、彼らの参加の如何に関らず国政を担う意図を明らかにしていた。
国王ルイ16世は抵抗を試みた。国王が会議場（Salle des États）を閉鎖すると、国民議会は近くにある球戯場に移って議論を行い、球戯場の誓いに至った（1789年6月20日）。ここで彼らは憲法を制定するまで解散しないことに同意した。程なく聖職者の代表の大多数と47人の貴族がこれに参加した。6月27日、国王はこれに屈して第一身分と第二身分へ第三身分への合流を指示したが、多数の軍隊がパリとヴェルサイユ周辺に集結していた。パリやその他の都市から国民議会を支持するメッセージが押し寄せた。7月9日、国民議会は自ら憲法制定国民議会に再編した。

### 一覧
幾つかの文献では三部会は21回開催されたとされるが、現状では招集された正確な回数は不明である。
| 時 代 | 状 況                        | 国 王                           | 回 数 | 招集者 | 案件・結果・特徴                                                                                  | 開催日・場所                 | リ ン ク                     |
| ----- | ---------------------------- | ------------------------------- | --- | --- | ------------------------------------------------------------------------------------------------- | ---------------------------- | ---------------------------- |
| 中 世 | 王権の強化と財政問題への対処 | 王権の強化と財政問題への対処    | 王権の強化と財政問題への対処 | 王権の強化と財政問題への対処 | 王権の強化と財政問題への対処                                                                      | 王権の強化と財政問題への対処 | 王権の強化と財政問題への対処 |
| 中 世 | フィリップ4世の治世          |                                 | | |                                                                                                   |                              |                              |
| 中 世 |                              | 1                               | フィリップ4世 | - （案件）王権の独立に関するボニファティウス8世との紛争。 - （結果）国王の支持と教皇教書の焼却 - （特徴）この手段の成功 | 1302年4月10日 ノートルダム大聖堂（パリ）                                                          | 詳 細                        |                              |
| 中 世 | 2                            |                                 | - （結果）ギヨーム・ド・ノガレ が教皇を非難する会議の責任者となった。 | 1303年6月14日 ルーヴル宮殿（パリ） | 詳 細                                                                                             |                              |                              |
| 中 世 | 3                            | フィリップ4世                   | - （案件）テンプル騎士団の廃止について。 | 1308年 ポワチエとトゥール | 詳 細                                                                                             |                              |                              |
| 中 世 | 4                            |                                 | - （案件）テンプル騎士団について | 1312年 | 詳 細                                                                                             |                              |                              |
| 中 世 | 5                            |                                 | - （案件）タイユ税の徴収について。 | 1313年 | 詳 細                                                                                             |                              |                              |
| 中 世 | 6                            |                                 | - （案件）フランドルとの戦争に際して国王が特別補助金を希望。 | 1314年8月 パリ裁判所（Palais de Justice de Paris） | 詳 細                                                                                             |                              |                              |
| 中 世 | フィリップ5世の治世          |                                 | | |                                                                                                   |                              |                              |
| 中 世 |                              | 7                               | | - （案件）ルイ10世からの王位継承。 - （結果）男系の原則がフランス王位継承の要点となった。フィリップ5世はナバラ女王フアナ2世とブルゴーニュ公ウード4世に対してこれを用いた。 | 1317年2月2日                                                                                      | 詳 細                        |                              |
| 中 世 | 8                            |                                 | - （特徴）通貨問題 | 1320年 ポントワーズ | 詳 細                                                                                             |                              |                              |
| 中 世 | 9                            |                                 | - （案件）通貨、度量衡、王領、十字軍。 | 1321年6月 ポワチエ | 詳 細                                                                                             |                              |                              |
| 中 世 | シャルル4世の治世            |                                 | | |                                                                                                   |                              |                              |
| 中 世 |                              | 10                              | | - （案件）新税 - （結果）失敗 | 1322年                                                                                            | 詳 細                        |                              |
| 中 世 | 11                           |                                 | - （案件）イングランドとの戦争の再開について。 - （特徴）第三身分は州ごとの議会に分割。 | 1326年 モー | 詳 細                                                                                             |                              |                              |
| 中 世 | 百年戦争の危機対処           |                                 | | |                                                                                                   |                              |                              |
| 中 世 | フィリップ6世の治世          |                                 | | |                                                                                                   |                              |                              |
| 中 世 |                              | 12                              | | - （案件）ブルターニュ問題 | 1343年8月                                                                                         | 詳 細                        |                              |
| 中 世 | 13                           |                                 | - （結果）間接税（aides）の票決。 | 1346年2月2日 パリ 1346年2月15日 トゥールーズ | 詳 細                                                                                             |                              |                              |
| 中 世 | ジャン2世の治世              |                                 | | |                                                                                                   |                              |                              |
| 中 世 |                              | 14                              | | - （結果）1356年3月1日に塩税（gabelle）とその他の物品税について票決。 1355年12月28日と1356年3月24日に王権を制限する大王令について票決。 | 1355年12月2日 パリ 1356年3月2日 トゥールーズ。                                                    | 詳 細 と 詳 細               |                              |
| 中 世 | 15                           | 王太子シャルル                  | - （結果）特別補助金（subside）について票決。1356年以降、捕虜になっているジャン2世について協議。 - （特徴）400人の第三身分を含む800人の代表。エティエンヌ・マルセルが優良都市（bonnes villes）の代表として活躍。                                             | 1356年10月15日～11月3日 パリ | 詳 細                                                                                             |                              |                              |
| 中 世 | 16                           | 王国総代官 王太子シャルル       | - （案件）フランスの政治状況について - （結果）特別補助金（subside）について票決。1356年以降、捕虜になっているジャン2世について協議。新税の否決。 1357年3月3日に大王令（grande ordonnance）を制定。 - （特徴）エティエンヌ・マルセルと悪人王シャルルが活躍。 | 1357年1月13日 パリ | 詳 細                                                                                             |                              |                              |
| 中 世 | 17                           |                                 | | 1358年5月4日 コンピエーニュ | 詳 細                                                                                             |                              |                              |
| 中 世 | 18                           |                                 | | 1359年 | 詳 細                                                                                             |                              |                              |
| 中 世 | 19                           |                                 | | 1363年 | 詳 細                                                                                             |                              |                              |
| 中 世 | シャルル5世の治世            |                                 | | |                                                                                                   |                              |                              |
| 中 世 |                              | 20                              | | - （結果）イングランドとの戦争の承認。 | 1369年 パリ                                                                                       | 詳 細                        |                              |
| 中 世 | シャルル6世の治世            |                                 | | |                                                                                                   |                              |                              |
| 中 世 |                              | 21                              | | - （結果）12月初旬に間接税（aides）は廃止されたが、特別補助金（subside）が票決された。 1381年に炉税（fouages）が再導入された。 | 1380年11月14日 パリ                                                                               | 詳 細                        |                              |
| 中 世 | 22                           |                                 | | 1413年1月30日 サン＝ポール館（パリ） | 詳 細                                                                                             |                              |                              |
| 中 世 | 23                           |                                 | - （案件）トロワ条約の批准。イングランド王ヘンリー5世の脅威に対処するため特別補助金（subside）を票決。 | 1420年12月1日 サン＝ポール館（パリ） | 詳 細                                                                                             |                              |                              |
| 中 世 | シャルル7世の治世            |                                 | | |                                                                                                   |                              |                              |
| 中 世 |                              | 24                              | | - （結果）軍隊と間接税（aides）の常設化。 | 1439年10月 オルレアン                                                                             | 詳 細                        |                              |
| 中 世 | 25                           |                                 | | 1448年 ブールジュ | 詳 細                                                                                             |                              |                              |
| 中 世 | 諮問議会として               |                                 | | |                                                                                                   |                              |                              |
| 中 世 | ルイ11世の治世               |                                 | | |                                                                                                   |                              |                              |
| 中 世 |                              | 26                              | | - （結果）王弟へのノルマンディーの分割に反対。男系王族に対する親王領・親王采（apanage男系の子孫が途絶えた場合は王領に復帰する領土）が固定年収となる。 | 1468年4月1日～4月14日 トゥールーズ                                                                | 詳 細                        |                              |
| 中 世 | シャルル8世の治世            |                                 | | |                                                                                                   |                              |                              |
| 中 世 |                              | 27                              | 摂政 アンヌ・ド・ボージュー （シャルル8世の姉） | - （案件）未だ合法的に任命されていないアンヌ・ド・ボージュー と ブルボン公ピエール2世 に対してオルレアン公ルイ2世が自らの摂政就任を主張。 - （結果）フィリップ・ポーの有名な「民主」（démocratique）演説。 1484年2月20日、収支予算案が請求され成立が見込まれたが否決された。 タイユ税（taille）の規模が減額された。3月14日、日当が廃止された。 ベリー運河（canal de Berry）の構想が初めて提起された。 - （特徴）初めて王国全土から、身分によって任命された全ての社会団体から招集された。代表は285人。請願陳情書（cahiers de doléances）の登場。 | 1484年1月5日～3月14日 トゥールーズ                                                                | 詳 細                        |                              |
| 近 世 | ユグノー戦争への対処         | ユグノー戦争への対処            | ユグノー戦争への対処 | ユグノー戦争への対処 | ユグノー戦争への対処                                                                              | ユグノー戦争への対処         | ユグノー戦争への対処         |
| 近 世 | シャルル9世の治世            |                                 | | |                                                                                                   |                              |                              |
| 近 世 |                              | 28                              | フランソワ2世 | - （案件）宗教及び政治問題 - （結果）貿易法を準備。この法は1789年まで有効だった。 - （特徴）フランソワ2世が召集したが会合が始まった時には既に崩御していた。 母后カトリーヌ・ド・メディシスを摂政に指名。ミシェル・ド・ロピタルの求めに応じて次期会合での宗教問題の討議を決める。母后は王権の制限を阻止。 | 1560年12月13日～1561年1月31日 オルレアンのパレ・ド・レタップ（Place de l'Étape）の特設議場        | 詳細                         |                              |
| 近 世 | 29                           | 摂政 カトリーヌ・ド・メディシス | - （案件）特別補助金（subsides）を要請。 - （結果）聖職者の財政負担の了承（ポワシー協定）。 宗教会談は決裂（ポワシー会談）。 | 1561年 ポワシー（第一身分） ポントワーズ（第二、第三身分） | 詳 細                                                                                             |                              |                              |
| 近 世 | アンリ3世の治世              |                                 | | |                                                                                                   |                              |                              |
| 近 世 |                              | 30                              | アンリ3世 | - （案件）財政及び司法問題。 - （結果）アンリ3世がユグノー（プロテスタント）に与えた和平勅令の撤回。国王はカトリック同盟に反対せず、首領に就任。 タイユ税（taille）の権利放棄。 | 1576年12月6日～1577年3月1日 ブロワ                                                                | 詳 細                        |                              |
| 近 世 | 31                           |                                 | - （結果）特別補助金（subside）を拒否。 | 1588年10月6日 ブロワ | 詳 細                                                                                             |                              |                              |
| 近 世 | 32                           | アンリ3世                       | - （結果）カトリック同盟は指導者ギーズ公アンリをもって国務会議の支配を企てた。国王はギーズ公とその弟のギーズ枢機卿を暗殺した。 | 1588年～1589年 ブロア | 詳 細                                                                                             |                              |                              |
| 近 世 | アンリ4世の治世              |                                 | | |                                                                                                   |                              |                              |
| 近 世 |                              | 33                              | カトリック同盟首領 マイエンヌ公シャルル | - （案件）アンリ4世がカトリックではないことを理由にアンリ3世の後継として数人の候補者が挙げられる。 - （結果）1593年7月25日にアンリ4世がカトリックへ改宗。 - （特徴）「同盟の三部会」（États de la Ligue）と呼ばれた。代表120人が参加。 | 1593年1月26日～8月8日 パリ                                                                        | 詳 細                        |                              |
| 近 世 | 三部会の終焉                 |                                 | | |                                                                                                   |                              |                              |
| 近 世 | ルイ13世の治世               |                                 | | |                                                                                                   |                              |                              |
| 近 世 |                              | 34                              | ルイ13世 | - （案件）王権の強化を目的とした臣下のためのはけ口。 - （結果）宗教問題、財政政策。タイユ税（taille）の節減と年金（pension）の減額。大学の再編とパリ大学におけるイエズス会の認可。国王とスペイン王女および王女エリザベートとスペイン王太子との結婚。 トリエント公会議布告への同意。貴族に対するポーレット税（paulette）の廃止。 教皇権に対する国王の優越の承認は否決、イエズス会はパリ大学との和解を拒否。 - （特徴）聖職者150人、貴族132人、第三身分182人。 国王によって招集された最後から二番目の三部会。フランス絶対王政の始まり。           | 1614年10月27日～1615年2月23日 ルーヴル宮内のブルボン館（hôtel de Bourbon） （パリ）               | 詳 細                        |                              |
| 近 世 | ルイ16世の治世               |                                 | | |                                                                                                   |                              |                              |
| 近 世 |                              | 35                              | ルイ16世 | - （案件）財政赤字 - （結果）国民議会への退去命令により、議員はヴェルサイユの球戯場へ移動。 - （特徴）聖職者代表291人、貴族代表270人、第三身分（平民）代表578人。フランス革命の開始。 | 1789年5月5日 ムニュ・プレズィール館内の「三身分会議室」（Salle des trois ordres）（ヴェルサイユ） | 詳 細                        |                              |

## 全国三部会の組織運営と権限

### 構成と代表の選挙
三部会の構成と勢力は常に同じであった。三部会は常に第一身分（聖職者）、第二身分（貴族）、第三身分（平民）の代表を含み、国王は彼らから特別補助金の承認または助言を得るための会議を招集した。会議の構成と勢力は時代により様々であった。
14世紀から15世紀前半の初期の三部会では選挙の要素は限られたものだった。三部会を構成する世俗封建領主と聖職者（司教と高位聖職者）たちは彼らの同身分から選挙されたのではなく、国王によって直接選ばれ招集されている。しかしながら、聖職者身分の中のある特定の教会組織、例えば修道院と司教座聖堂参事会も同じく三部会に呼び寄せられ、そしてこれらの団体は、肉体的なものではなく精神的な存在であったので個人として出席することはできず、代表者は女子修道会または大聖堂参事会の律修司祭の修道士によって選ばれねばならなかった。
第三身分の代表だけが選挙によって選出されていた。それ以上に元々公開状は全ての身分の代表を求めてはいなかった。招集されたのは特権を与えられた優良都市(bonnes villes)だけであった。彼らは代訴士（procureurs：しばしば、自治都市の役人たち）から選出された代表であったが、この目的のための代表が選ばれることもしばしばあった。農村地区（plat pays）は代表されなかった。優良都市の中でさえ、参政権は限られたものだった。
三部会が実際に全土の三身分の選挙による代表で構成される機関となったのは16世紀後半の30年間のことであった。これは様々な理由による。一方で招集された貴族や聖職者たちが会議に出席しない傾向が常にあり、彼らは参加権を付与された代訴人（procureur）を代表としており、そしてしばしば同じ地域の領主や聖職者たちは同じ代訴人を彼らの代表としていた。もう一方で、この時代になると国王は全ての身分、特に第三身分全体の意思と感情を本当に表明する代表の同意を得る必要を感じていたと見られている。
1484年の三部会の公開状は聖職者、貴族そして第三身分を招集し、彼らはバイイ裁判区（代官管轄地域：バイヤージュ：bailliage）またはセネシャル裁判区（sénéchaussé）の主要都市で会合を持ち代表を選挙した。1468年にはこれの中間的な形態が行われており、高位聖職者と領主は個人を招集していたが、都市では聖職者と貴族そして市民は代表を選挙していた。第一身分は司教が、第三身分はバイイ裁判区の代官が選出されることが多かった。
1484年の三部会では三身分全てのための普遍的かつ直接的な参政権があった。だが、農村地区の平民（roturiers）は事実上この権限を利用することはできず、そのため、農村地域と小都市は選挙人会議で彼らの代表を自発的に選んでいた。このようにして間接選挙制度が第三身分のために生じて慣習化し、その後も続けて利用されるようになった。しばしば、二段階以上の参政権が存在した。農村地域で任命された選挙人と隣接する小都市で選ばれた選挙人とが、バイイ裁判区での選挙人集会に集まって第三身分代表を選んだ。最終的にこれが制度化された。聖職者と貴族の参政権は直接制であったが、概して聖職者では聖職禄を有する者、領主ではレーエン（封地）を持つ者がバイイ裁判区の選挙集会への参加を認められた。

### 運営

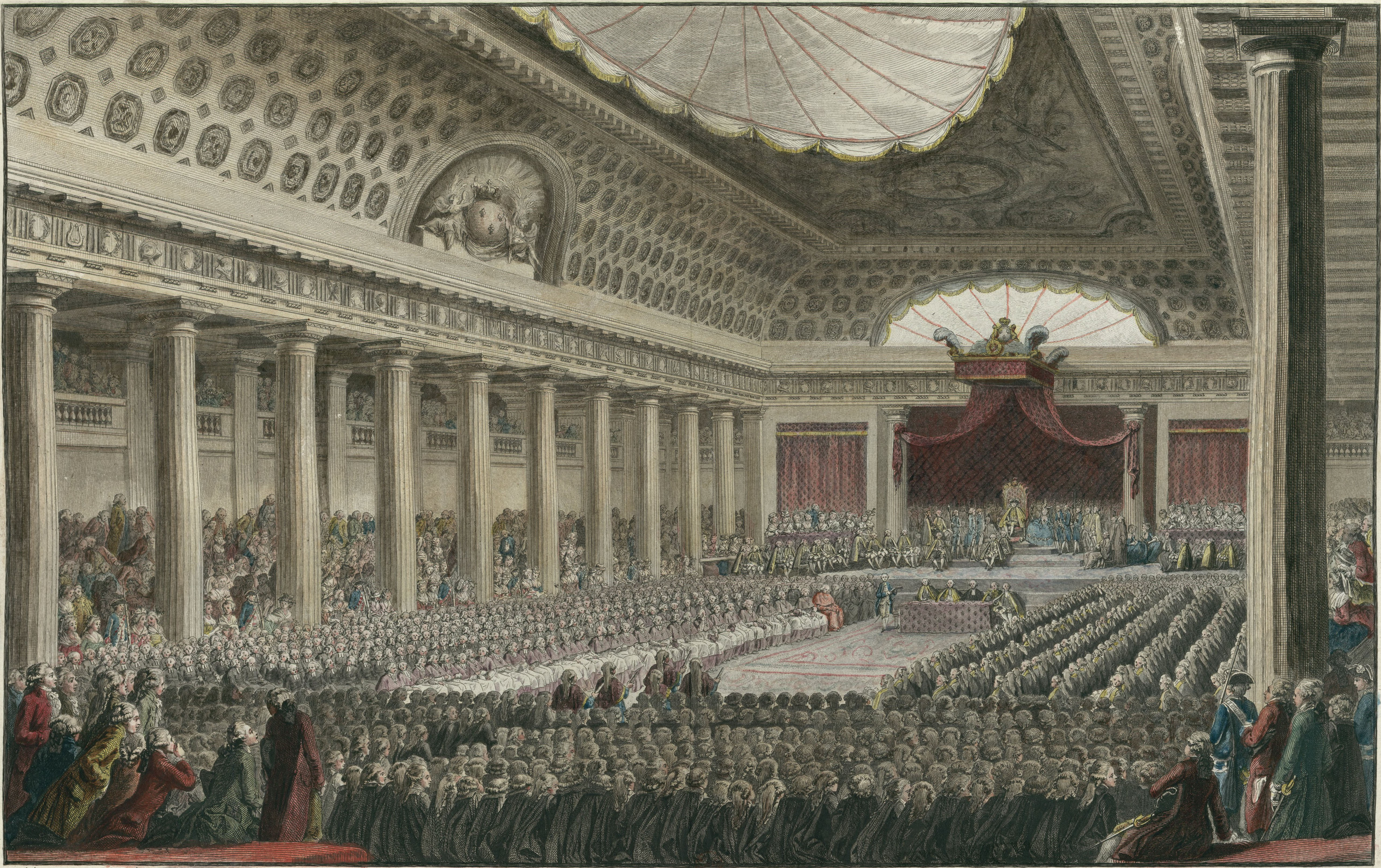
1789年三部会

三部会が一つもしくは三つの議会で作業を行っていたかどうかは、組織構造の観点からは定まっていない。国王が求めることは王国の三身分からの同意であり、実際問題、国王にとってはその表明が合同でも個別でも重要ではなかった。1484年三部会では選挙は三身分合同で行われ、代表たちの決議も合同で出された。しかし、1560年以降の規則では各身分は別個に審議することになり、フランス革命が起きた1789年6月23日の勅令では三つの議会で構成することが明示された。一方で、1789年の招集を決めたネッケルの国務会議（conseil du roi）への報告書では共通の利害にかかわる案件については、もしも三身分が個別投票で賛成し、そして国王の同意を得られれば三身分の代表は共同で審議ができた。
三部会の作業は部会の審議によるほとんど排他的な制度となっていた。国王が臨席する荘厳な全体集会（séances royales）があるが、この場では審議は行われない。最初に国王もしくは宰相が会議の目的を宣言し、国王からの要求や案件が述べられ、その他の親臨会議ではそれぞれの身分から選出された演説者（orateur）によって回答と見解が述べられる。実効的な作業は委員会（sections）でなされ、ここでは各身分の代表は分けられていた。1484年三部会では当時の総徴税区（ジェネラリテ：généralité）に応じた6委員会（nationsまたはsections）に分けられていた。その後、同じ身分部会（gouvernement）に属する代表たちは審議と採決のための党派（bureau）を形成した。若干の案件に関しては総会で審議して採決し、しばしば各身分は各々同数の委員を任命した。だが、三部会においては個人票はなかった。三身分はバイイ裁判区またはセネシャル裁判区が単位となり、各バイイ裁判区ごとに一票となり、バイイ裁判区の多数派の意見が賛否を決めた。
16世紀の三部会では投票は身分ごとに行われ、各身分が一票を有し、各身分を構成するバイイ裁判区の多数派がその賛否を決めた。これは圧倒的な人口を占める第三身分（平民）が案件に反対しても、第一身分（聖職者）と第二身分（貴族）が賛成すれば可決することを意味し、1789年の三部会ではこの方式を巡って紛糾している。

### 陳情書
各身分の選挙人集会で選挙人は請願陳情書（cahier de doléances）を作成し、代表に提出を依頼する。これが選挙の最も重要な側面にさえなっていた。各バイイ裁判区の代表はこの請願陳情書を一次および二次選挙人が作成したその他の陳情書とともに三部会へ持ちこむ。身分集会では各バイイ裁判区の陳情書は各身分の陳情書に盛り込まれて統一陳情書（cahier général）となり、国王に提出され親臨会議で回答される。1484年三部会のように三身分が共同で審議した場合は統一陳情書は一通になり、別個に審議した場合は各身分ごとの三通となる。この合同陳情書の作成が三部会の主な仕事（la grande cause）となる。
この方法によって三部会はおびただしい王令のための資料を供給したが、国王は常に陳情書に含まれる提案を採用する訳ではなく、そしてしばしば王令へ組み込む際に修正がなされた。これらの文書が修正王令（ordonnances de reforme）で、陳情書の要求に応じた最も多岐にわたる案件を扱っていた。しかしながら、これらは多くの場合、遵守されなかった。この種の最後の王令が1614年三部会の陳情書を取り入れ、またその後の様々な集会を勘案した1629年の大王令（grande ordonnance ）である。

### 権限

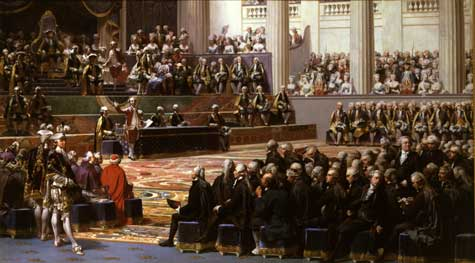
1789年三部会

三部会の実際の権限は時代によって様々である。14世紀のそれは相当に大きかった。理論上、国王は全国的な課税を行うことができなかった。王領に属する州であっても国王は住民に対する上級裁判権（haute justice）を有する場所でしか課税できず、上級裁判権を有する領主の領地には課税できなかった。特権都市は一般に自ら徴税する権利を有していた。普遍的な課税を行うために国王は聖俗諸侯と諸都市の同意を得なければならず、これがごく短い期間、一時的に特別補助金を認める三部会の同意を得ることと同様になった。その結果、三部会はしばしば招集され、彼らの国王に対する権限は非常に大きなものになった。
だが、14世紀後半になると特定の王税は王国全土に課税されるようになり、恒常的かつ三身分の投票から独立したものになる傾向があった。これは様々な要因によるものだが、ひとつ重要なことは国王が「封建的上納金」の性格を自らの権威による権利としての普遍的な課税へと変えようとする努力であった。これは、領主が家臣に封建的援助（aide）を求めることができるのと同様なことであった。例えば、三部会の投票なしに行われたジャン2世の身代金のための20年間にわたる課税はこの方法によるものである（もっとも、この期間も会合は幾度か開かれてはいたが）。慣習がこの傾向を限定していた。そのため、15世紀後半の期間、タイユ税（taille）、間接税（aides） そして塩税（gabelle）といった主要な税は国王の利益のために恒常化したものとなり、時には1437年の間接税の場合のように三部会の同意を正式に得ることもあった。
理論上は三部会は助言を与える諮問機能しかなかった。三部会は特別補助金に同意を与える権限があり、これが招集の主な動機であった。だが、恒常的課税が確立するにつれ国王はこれを不要とするようになった。16世紀になると三身分は新たな課税には彼らの同意が必要であると再び主張するようになり、当時の情勢は彼らに有利かに見られていたが、17世紀に入ると国王は自らの権威で課税が可能であるとの原則が認められるようになった。これにより、17世紀後半から18世紀には人頭税、十分の一税（dixième）、二十分の一税（vingtième）といった直接税そして多くの間接税が設けられた。これは租税院（cours des aides）と高等法院（parlement）で登記されることにより発効した。
三部会は立法権限を有さず、これは国王のみに属するものだった。1576年のブロワ三部会は三身分によって採決された提案は必ず法令化するよう要求したが、アンリ3世は聞き入れなかった。しかしながら、実際には三部会は立法に大いに寄与している。三部会に出席した者は国王に対して不服申立て（doléances）や請願をする権利を有していた。彼らは通常、王令（ordonnance）によって回答を受け、我々はこれを通じて14世紀から15世紀の三部会の活動を知ることができる。
三部会は認められた特殊な権力を有してはいたが、頻繁に実行される種類のものではなく、それは改正権と呼ぶべきものであった。古くからのフランスの一般法は「王国基本法」（lois fondamentales du royaume）と呼ばれる数多くの規則を含んでおり、それらのほとんどは純粋な慣習であった。これらの主なものは王位継承決定の規則と王領不可譲の原則である。これは王権に優越しており、国王は廃止、改正または背反をすることができなかった。だが、三部会の同意を受ければ特免が与えられ、国王はこれらを行うこともできた。三部会は国王の同意の下に新たな基本法を制定することさえもできた。1576年と1588年のブロワ三部会はこの面での完全に説得力のある先例を提供した。ユーグ・カペーの血筋が途絶えた場合には三部会が新たな国王を選ぶ機能を果たすことが広く認められた。

## 地方三部会
地方三部会（états provinciaux）は地方の公領、伯領が王権に組み込まれた際に地方の慣習や法令そして身分制議会の存続が認められて14世紀に成立した。ラングドック、ノルマンディー、ブルゴーニュ、ブルターニュ、プロヴァンス、ドーフィネなどが強力で、ピレネー渓谷の十数の小さな州も地方三部会を有していた。これらの州をペイ・デタ（pays d'etats）と呼び、このうちラングドック三部会は最も広い領域を管轄し、独自に王税を配分・徴収する特権を有していた。
地方三部会は国王によって招集され、国王の特任官や州総督が司会して租税の票決や減額交渉を行い、王税の徴収にあたった。また、地方慣習法の編纂に関する諮問的機能も有していた。
16世紀には王国の三分の一の地域に存続していたが、王権の進展とともに税制が統一されて地方三部会は役割を失い徐々に消滅していった。リシュリュー宰相の時代に大法官ミシェル・ド・マリヤックらが地方特権の排除に動きドフィネとプロヴァンスの三部会が事実上消滅した。ルイ14世の時代にはその他の地方の三部会の権限が弱められた。地方三部会は衰退してはいたが、ラングドック、ブルゴーニュ、ブルターニュなどでは1789年の時点まで存続していた。フランス革命直前期の財務総監ブリエンヌは平民の力を利用して、免税特権に固執して新税の導入に抵抗する聖職者・貴族階層に圧力をかけるべく、各地の地方三部会を復活させている。新しい三部会は第三身分の定数を倍増させ、採決も身分別に一票ではなく、個人票にするなど進歩的なものだった。